# Chorisoneura heydei
Chorisoneura heydei es una especie de cucaracha del género Chorisoneura, familia Ectobiidae. Fue descrita científicamente por Bruijning en 1959.
Habita en Surinam.